# Ḩasanābād (ort i Khorasan)
Ḩasanābād (persiska: حسن آباد, Ḩasanābād-e Şūfī) är en ort i Iran.   Den ligger i provinsen Khorasan, i den nordöstra delen av landet, 700 km öster om huvudstaden Teheran. Ḩasanābād ligger 1 904 meter över havet och antalet invånare är 450.
Terrängen runt Ḩasanābād är kuperad åt sydost, men åt nordväst är den platt. Terrängen runt Ḩasanābād sluttar norrut. Runt Ḩasanābād är det ganska glesbefolkat, med 25 invånare per kvadratkilometer. Närmaste större samhälle är Anbār Sarā, 14,8 km söder om Ḩasanābād. Trakten runt Ḩasanābād består i huvudsak av gräsmarker.